# 东鞑靼利亚
东鞑靼利亚与海滨鞑靼利亚（满洲、外满洲和库页岛），是历史上欧洲和日本探险家对中国东北与黑龙江、乌苏里江及库页岛统称，与「满洲」指涉的范围相近。
这里最早是挹娄生活，高句丽亡国后这里是渤海国，后被辽朝占领。《大明一统志》中此地方是野人女真领地。这地方被后金努尔哈赤统一后，一直是满洲人在东三省的重地。直至1860年《中俄北京条约》为止。
库页岛最早是骨嵬人居住地，元代属辽阳行省，明初属奴儿干都司，清代属三姓衙门（这地方与扈伦四部有关）。19世纪日本探险家间宫林藏曾来到这里，简称其地为“东鞑”，写了《东鞑纪行》记录此事。现今这里最重要城市是中国辽宁省大连与俄罗斯滨海边疆区符拉迪沃斯托克。
- 1598年亚伯拉罕·奥特柳斯绘制的鞑靼利亚
- 1599年乔万尼·博泰罗的著作的鞑靼利亚
- 1570年的鞑靼利亚
- 1705年Nicolas Witsen（英语：Nicolas Witsen）绘制的鞑靼利亚
- 1700年地图的大鞑靼利亚、中属鞑靼利亚、独立的鞑靼利亚
- 1709年的大鞑靼利亚
- 1787年Louis Brion de la Tour（英语：Louis Brion de la Tour）绘制的俄罗斯鞑靼利亚
- 1806年John_Cary（英语：John_Cary）绘制的獨立的鞑靼利亚（黄色）和中国鞑靼利亚（紫色）